# مطار الأهواز الدولي
مطار الأهواز الدولي (إياتا:AWZ، إيكاو:OIAW) بالاسم الجديد "مطار الجنرال شهيد قاسم سليماني الدولي"، هو مطار يخدم مدينة الأهواز في إيران. يستخدم المطار للرحلات الداخلية في إيران بما فيها إلى العاصمة طهران، والرحلات الخارجية مثل دولة الكويت.

## وجهات وشركات الطيران
| شركـات طيـران         | الوجهات |
| --------------------- | --- |
| الخطوط الجوية آتا     | مطار تبريز الدولي |
| Caspian Airlines      | مطار دبي الدولي |
| إيران للطيران         | مطار بندر عباس الدولي, مطار أصفهان الدولي, مطار الملك عبد العزيز الدولي، مطار الكويت الدولي، مطار مشهد الدولي, مطار تبريز الدولي, مطار مهرآباد الدولي |
| إيران آيرتور          | مطار أصفهان الدولي, مطار مشهد الدولي، Sary، مطار شيراز الدولي                                                                                         |
| آسمان للطيران         | مطار مهرآباد الدولي، مطار شيراز الدولي، Asalouyeh |
| نفط للطيران           | مطار أصفهان الدولي, مطار يازد الدولي ‏, مطار كيش الدولي                                                                                                |
| کیش ایر               | مطار مهرآباد الدولي |
| ماهان إير             | مطار مشهد الدولي، مطار مهرآباد الدولي |
| الخطوط الجوية التركية | مطار أتاتورك الدولي No date has been set |
| Zagros Airlines       | مطار مهرآباد الدولي |

## أحداث وحوادث
في 19 نيسان عام 1970، تحطمت طائرة من طراز دوغلاس سي-47 سكاي ترين تابعة لشركة Air Taxi إثر توقف المحرك أثناء الإقلاع.

## نقل المطار
في ديسمبر عام 2012، أوردت وكالة فرانس برس أنه يجب نقل المطار من موقعه الحالي نظراً لاكتشاف بئرٍ للبترول أسفل الموقع.